# Olimarabidopsis pumila
Olimarabidopsis pumila är en korsblommig växtart som först beskrevs av Christian Friedrich Stephan, och fick sitt nu gällande namn av Al-shehbaz, O'kane och Robert A. Price. Olimarabidopsis pumila ingår i släktet Olimarabidopsis och familjen korsblommiga växter. Inga underarter finns listade i Catalogue of Life.